# Phare de Gollwitz
Le phare de Gollwitz (en allemand : Leuchtturm Gollwitz) est un phare actif situé sur le côté nord de l'île de Poel, près du village de Gollwitz, dans l'arrondissement du Mecklembourg-du-Nord-Ouest (Mecklembourg-Poméranie-Occidentale), en Allemagne.
Il est géré par la WSV de Lübeck .

## Histoire
En 1929, une tour métallique à claire-voie a été construite pour améliorer l'éclairage de la baie de Wismar. Le réseau électrique étant encore insuffisant, sa lanterne a reçu un brûleur GPL. En 1953, près de l'ancien, un nouveau phare fut érigé, un simple bâtiment fonctionnel en béton et en tôle d'acier. Électrifié, il a reçu une légère augmentation de la puissance de sa lumière. Ce n'est qu'en 1956 que le feu directionnel, avec le phare arrière, a pu faciliter le passage de plus gros navires.
Le phare de Gollwitz , a été rénové en 1996. Il marque l'entrée de la baie de Wismar, une partie de la grande baie du Mecklembourg et il est l'une des deux principales balises de l'île de Poel.

## Description
Le phare , est une tour quadrangulaire en béton de 7,5 m de haut, avec une galerie-terrasse et une lanterne, montant d'une façade d'une maison blanche d'un étage. La tour est peinte en blanc et la lanterne cylindrique est rouge avec un toit blanc. Son feu isophase émet, à une hauteur focale de 13 m, un long éclat blanc, rouge et vert de 2 secondes, selon direction, par période de 4 secondes. Sa portée est de 19 milles nautiques (environ 35 km`) pour le feu blanc, 16 milles nautiques (environ 30 km) pour le rouge et 14 milles nautiques (environ 26 km) pour le feu vert.
Identifiant : ARLHS : FED-092 - Amirauté : C1398.5 - NGA : 3331 .

## Caractéristiques dufeu maritime
Fréquence : 4 secondes (WRG)
- Lumière : 2 secondes
- Obscurité : 2 secondes

|                               |
| Île de Poel et baie de Wesmar |

|          |
| Le phare |

### Lien connexe
- Liste des phares en Allemagne